# Vrpolje Ljubomir
Pour les articles homonymes, voir Ljubomir.
Vrpolje Ljubomir (en serbe cyrillique : Врпоље Љубомир) est un village de Bosnie-Herzégovine. Il est situé sur le territoire de la ville de Trebinje et dans la république serbe de Bosnie. Selon les premiers résultats du recensement bosnien de 2013, il compte 291 habitants.

## Géographie
Le village est situé au nord et à l'ouest de Trebinje. Une partie de son territoire se trouve au bord de la Trebišnjica, un cours d'eau qui débouche pour une part dans la mer Adriatique et se jette pour une autre part dans la Neretva.
Il est entouré par les localités suivantes :
|           | Ukšići           |                           |
| Trebijovi | Vrpolje Ljubomir | Borilovići Jasen Trebinje |
|           | Trebinje         |                           |

## Démographie

### Évolution historique de la population dans la localité
| 1948 | 1953 | 1961 | 1971 | 1981 | 1991 | 2013 |
| ---- | ---- | ---- | ---- | ---- | ---- | ---- |
| -    | -    | 237  | 183  | 112  | 73   | 291  |

|  |